# Capilla de Sourp Amenapergitch
La Capilla de Sourp Amenapergitch (en armenio: Սուրբ Ամենափրկիչ) es una capilla apostólica armenia en Strovolos, en Nicosia, Chipre.
La capilla se encuentra dentro de las instalaciones de la Casa de Reposo Kalaydjian de Personas Mayores de Strovolos, Nicosia, muy cerca del club AYMA y la iglesia Sourp Asdvadzadzin. Fue construida en 1995 por los prominentes  empresarios Aram y Bedros Kalaydjian, los cuales se desempeñaron como representantes de Armenia en la Cámara de Representantes.
La capilla, fue construida para atender a las necesidades espirituales de los residentes en el resto del Interior y fue consagrada el 16 de febrero de 1997. 